# Okręg wyborczy Bury St Edmunds
Okręg wyborczy Bury St Edmunds powstał w średniowieczu i wysyłał do angielskiej, a następnie brytyjskiej, Izby Gmin dwóch, a od 1885 r. jednego deputowanego. Okręg obejmował miasta Bury St Edmunds, Stowmarket i Needham Market w hrabstwie Suffolk. W 2024 został zlikwidowany.

## Deputowani do brytyjskiej Izby Gmin z okręgu Bury St Edmunds

### Deputowani w latach 1660–1885
- 1660–1661: Henry Crofts
- 1660–1679: John Duncombe
- 1661–1673: Edmund Poley
- 1673–1679: William Duncombe
- 1679–1690: Thomas Hervey
- 1679–1685: Thomas Jermyn
- 1685–1689: William Crofts
- 1689–1701: Robert Davers
- 1690–1694: Henry Goldwell
- 1694–1703: John Hervey
- 1701–1709: Thomas Felton
- 1703–1705: Robert Davers
- 1705–1717: Aubrey Porter
- 1709–1712: Joseph Weld
- 1712–1713: Samuel Batteley
- 1713–1722: Carr Hervey
- 1717–1725: James Reynolds
- 1722–1727: Jermyn Davers
- 1725–1733: John Hervey, lord Hervey
- 1727–1747: Thomas Norton
- 1733–1747: Thomas Hervey
- 1747–1761: William Stanhope, wicehrabia Petersham
- 1747–1756: Felton Hervey
- 1756–1757: Augustus FitzRoy, hrabia Euston
- 1757–1763: Augustus Hervey
- 1761–1774: Charles FitzRoy
- 1763–1768: William Hervey
- 1768–1775: Augustus Hervey
- 1774–1802: Charles Davers
- 1775–1784: Henry Seymour Conway, wigowie
- 1784–1787: George FitzRoy
- 1787–1796: lord Charles Fitzroy
- 1796–1803: Frederick Hervey, lord Hervey
- 1802–1818: lord Charles Fitzroy
- 1803–1812: John Upton, 1. wicehrabia Templetown
- 1812–1818: Frederick Thomas Hervey Foster
- 1818–1820: Henry FitzRoy, hrabia Euston
- 1818–1826: Arthur Percy Upton
- 1820–1826: lord John Edward Fitzroy
- 1826–1859: Frederick Hervey, hrabia Jermyn
- 1826–1831: Henry FitzRoy, hrabia Euston
- 1831–1847: lord Charles Augustus Fitzroy
- 1847–1852: Edward Herbert Bunbury
- 1852–1852: John Stuart
- 1852–1857: James Henry Porteous Oakes
- 1857–1874: Joseph Alfred Hardcastle
- 1859–1865: lord Alfred Hervey
- 1865–1885: Edward Greene
- 1874–1880: lord Francis Hervey
- 1880–1885: Joseph Alfred Hardcastle
- 1885–1885: lord Francis Hervey

### Deputowani po 1885 r.
- 1885–1892: lord Francis Hervey
- 1892–1900: Henry Cadogan, wicehrabia Chelsea, Partia Konserwatywna
- 1900–1906: Edward Walter Greene
- 1906–1907: Frederick Hervey
- 1907–1931: Walter Guinness, Partia Konserwatywna
- 1931–1944: Frank Heilgers
- 1944–1945: Edgar Keatinge
- 1945–1950: Geoffrey Clifton-Brown, Partia Konserwatywna
- 1950–1964: William Aitken, Partia Konserwatywna
- 1964–1992: Eldon Griffiths, Partia Konserwatywna
- 1992–1997: Richard Spring, Partia Konserwatywna
- 1997–2015 : David Ruffley, Partia Konserwatywna
- 2015–2024:  Jo Churchill, Partia Konserwatywna